# (16175) Rypatterson
(16175) Rypatterson (2000 AL118) – planetoida z pasa głównego asteroid okrążająca Słońce w ciągu 4,01 lat w średniej odległości 2,52 j.a. Odkryta 5 stycznia 2000 roku.